# St. Paul (Nebraska)
St. Paul je grad u američkoj saveznoj državi Nebraska. Prema popisu stanovništva iz 2010. u njemu je živjelo 2,290 stanovnika.